# Donja Šušaja
Donja Šušaja (izvirno srbsko Доња Шушаја) je naselje v Srbiji, ki upravno spada pod Občino Preševo; slednja pa je del Pčinjskega upravnega okraja.

## Demografija
V naselju živi 194 polnoletnih prebivalcev, pri čemer je njihova povprečna starost 26,2 let (24,7 pri moških in 27,7 pri ženskah). Naselje ima 69 gospodinjstev, pri čemer je povprečno število članov na gospodinjstvo 4,96.
|  |

| Demografija | Demografija     | Demografija     |
| Leto        | Št. prebivalcev | Št. prebivalcev |
| ----------- | --------------- | --------------- |
|             |                 |                 |
|             |                 |                 |
|             |                 |                 |
|             |                 |                 |
| 1948        | 196             |                 |
| 1953        | 237             |                 |
| 1961        | 235             |                 |
| 1971        | 235             |                 |
| 1981        | 286             |                 |
| 1991        | 310             | 273             |
| 2002        | 474             | 342             |
|             |                 |                 |

| Etnična sestava po popisu iz leta 2002 | Etnična sestava po popisu iz leta 2002 | Etnična sestava po popisu iz leta 2002 | Etnična sestava po popisu iz leta 2002 | Etnična sestava po popisu iz leta 2002 |
| -------------------------------------- | -------------------------------------- | -------------------------------------- | -------------------------------------- | -------------------------------------- |
| Albanci                                | Albanci                                |                                        | 341                                    | 99,70%                                 |
| Neznano                                | Neznano                                |                                        | 1                                      | 0,29%                                  |